# Croquis Pop
Croquis Pop (크로키팝) est un sonyungmanhwa scénarisé par Seo Kwang-hyun et dessiné par Ko Jin-ho  en 6 volumes publié en Corée du Sud aux éditions Haksan et en cours de publication en français chez Soleil, collection Gochawon.

## Synopsis
Un jeune lycéen, fraîchement bachelier, entre au service d'un manhwaga comme assistant,sans rien connaître au dessin. Au fil du temps,il se découvre des talents de « croqueur » insoupçonnés, et se retrouve mêlé à ses propres rêves et regrets du passé.Ce qu'il vit s'avère être l'inspiration qui permet à son maître de créer Croquis Pop. Croquis Pop,c'est lui ! 

## Publication
- Éditions Haksan en Corée du Sud, série terminée
  - Volume 1
  - Volume 2
  - Volume 3
  - Volume 4
  - Volume 5
  - Volume 6

- Éditions Soleil, collection Gochawon en français, sens de lecture occidental, en cours de publication
  - Volume 1, sorti le 22 mars 2006  (ISBN 9782849463963)
  - Volume 2, sorti le 25 octobre 2006  (ISBN 9782849466223)